# Tenebrae (Chor)
Tenebrae ist ein 2001 von dem ehemaligen King’s Singer Nigel Short gegründetes und geleitetes, in London ansässiges professionelles Vokalensemble. Mitgründerin war Barbara Pollock. Er wurde nach den Tenebrae, den Metten der Karwoche, benannt.

## Wirken
Das Repertoire des Chors umfasst Werke vom 16. bis zum 21. Jahrhundert.
Die Gruppe betrat 2001 mit der Eigenkomposition The Dream of Herod des Leiters Nigel Short die Konzertbühne. Seitdem arbeitete sie mit Komponisten wie Karl Jenkins, Pierre Thilloy, Alexander Levine und Joby Talbot zusammen. Die Darbietung von zeitgenössischer Musik wird ergänzt um die Darbietung von mittelalterlichem Gesang bis zu romantischen Meisterwerken.
Die Gruppe veranstaltete Konzerttourneen in Europa, Nordamerika und auf den Bermudas. Sie trat bei zahlreichen Musikfestivals (BBC Proms, Montreux Choral Festival, Edinburgh Festival) auf. In größeren Orchesterwerken trat der Chor unter anderem mit dem London Symphony Orchestra unter Colin Davis, mit The English Concert, dem Chamber Orchestra of Europe und mit anderen Orchestern erfolgreich auf.
Die Gruppe hat bisher auf den Labeln Signum, LSO Live!, Warner Classics, EMI Classics, Deutsche Grammophon und Decca Aufnahmen eingespielt.